# 益田義賀
益田義賀（ますだ よしか、1922年3月25日 - 2019年6月29日）は、日本の物理学者。

## 人物・来歴
島根県出身。1949年大阪大学理学部物理学科卒、大学院に進み、1958年「金属カドミユウムの核磁気共鳴の研究」で理学博士。神戸大学理学部講師、助教授、1965年阪大基礎工学部助教授、1967年名古屋大学理学部教授、1985年定年退官、名誉教授、愛知学院大学教授を務めた。1998年勲三等旭日中綬章受勲。米国留学中に伊藤整と知り合いだった。低温物理が専門。

## 著書
- 『固体物理学』東京大学出版会, 1975
- 『核磁気共鳴の基礎』丸善, 1985.1
- 『超低温物理』名古屋大学出版会, 1987.12
- 『超流動と超伝導』丸善, 1989.4

翻訳
- C・P・スリクター『磁気共鳴の原理』雑賀亜幌 共訳. 岩波書店, 1966  益田義賀 訳. シュプリンガー・フェアラーク東京, 1998.7